# Arthur Chambers
Arthur Chambers est un boxeur anglais combattant à mains nues né le 6 décembre 1846 à Salford et mort le 8 avril 1923 à Philadelphie.

## Carrière
Après avoir servi dans la Royal Navy, il commence la boxe 1864 et affronte Billy Edwards pour le titre de champion d'Angleterre des poids légers le 4 septembre 1872. Edwards remporte le combat au 26e round et conserve son titre jusqu'en 1879, année durant laquelle il met fin à sa carrière.

## Distinction
- Arthur Chambers est membre de l'International Boxing Hall of Fame depuis 2000[1].